# Cathinka Guldberg
Cathinka Augusta Guldberg (født 3. januar 1840 i Kristiania, død 22. oktober 1919 sammesteds) var den første norske diakonisse. Hun var datter af Carl August Guldberg samt søster til Cato, Axel og Gustav Guldberg.
Cathinka Guldberg optogs 1866 som prøvesøster i Diakonisseanstalten i Kaiserswerth, gjorde under den tysk-østrigske krig tjeneste ved militærlasarettet i Dresden, fik derefter ansættelse ved Charité-sygehuset i Berlin og senere ved det tyske hospital i Alexandria (Ægypten), hvor navnlig plejen af nordiske søfolk blev betroet til hende. Da den første norske diakonisseanstalt blev oprettet 1868, blev hun valgt til dens forstanderinde.